# کاستا (آلاباما)
کاستا (به انگلیسی: Cusseta) شهری در شهرستان چمبرز ایالت آلاباما است که مساحت آن ۶٫۷۸ کیلومتر مربع است و در سرشماری سال ۲۰۱۰ میلادی، ۱۲۳ نفر جمعیت داشته و تراکم جمعیتی آن، ۱۸٫۱۴ نفر در هر کیلومتر مربع بوده است.